# 富士松ぎん蝶
富士松 ぎん蝶（ふじまつ ぎんちょう）は、音曲師の名跡。現在は空き名跡となっている。

## 初代
（生没年不詳）初代扇歌の門下で幼坊福壽、後に富士松ぎん蝶になる。新内浮かれ節で売る。
活躍時期は天保の末から明治10年代。
本名不詳。

## 2代目
（1864年（元治元年）12月 - 1908年（明治41年）9月7日）父は2代目鼠遊亭鉄扇（一説には春風亭柳賀）で兄は3代目柳亭左楽、他にも兄弟には歌舞伎役者の中村秀五郎、中村鶴若がいる。4歳で天然痘で失明。元は初代同様に新内の出、12歳で兄の左楽の門下になり左喜松、1886年に真打で京橋金沢亭で2代目襲名したという（しかし番付類では一致しない）。
三味線のほかに木琴、太鼓、鼓などを並べ曲弾きし唄ったりと鮮やかな芸だったと言う。
6代目三遊亭圓生によると、芸は巧いというより達者という方で、三味線も音締めがよいというわけでないが、高座に愛嬌があったという。
SPレコードは『膝栗毛弥次喜多』、『両国八景』、『トッチリトン都々一』、『うかれ節都々一』、『うかれさわぎ』、『胡弓の音入り一弦琴』等を英国グラモフォンから出されている。
本名は高山 久次郎。

## 3代目
（1890年（明治23年）3月 - 1985年（昭和60年）6月7日）2代目同様に7歳で病気で失明。
1907年ころに3代目柳亭燕路の門下で路丸、明治末期に2代目三遊亭小圓遊の門下で小登吹（ことぶき）を経て1912年？に3代目ぎん蝶を襲名。1952年には7代目都々逸坊扇歌を自称したが、正式な襲名がなされておらず、古豪ではあるが実績はなく正統派路線の席には置かず戦後はほとんど高座に上がっていない。わずかな特殊な会に主演するのみだった。
名跡の襲名は関係者のみが認めている珍しい例。
都都逸を演じていた。